# Snooki

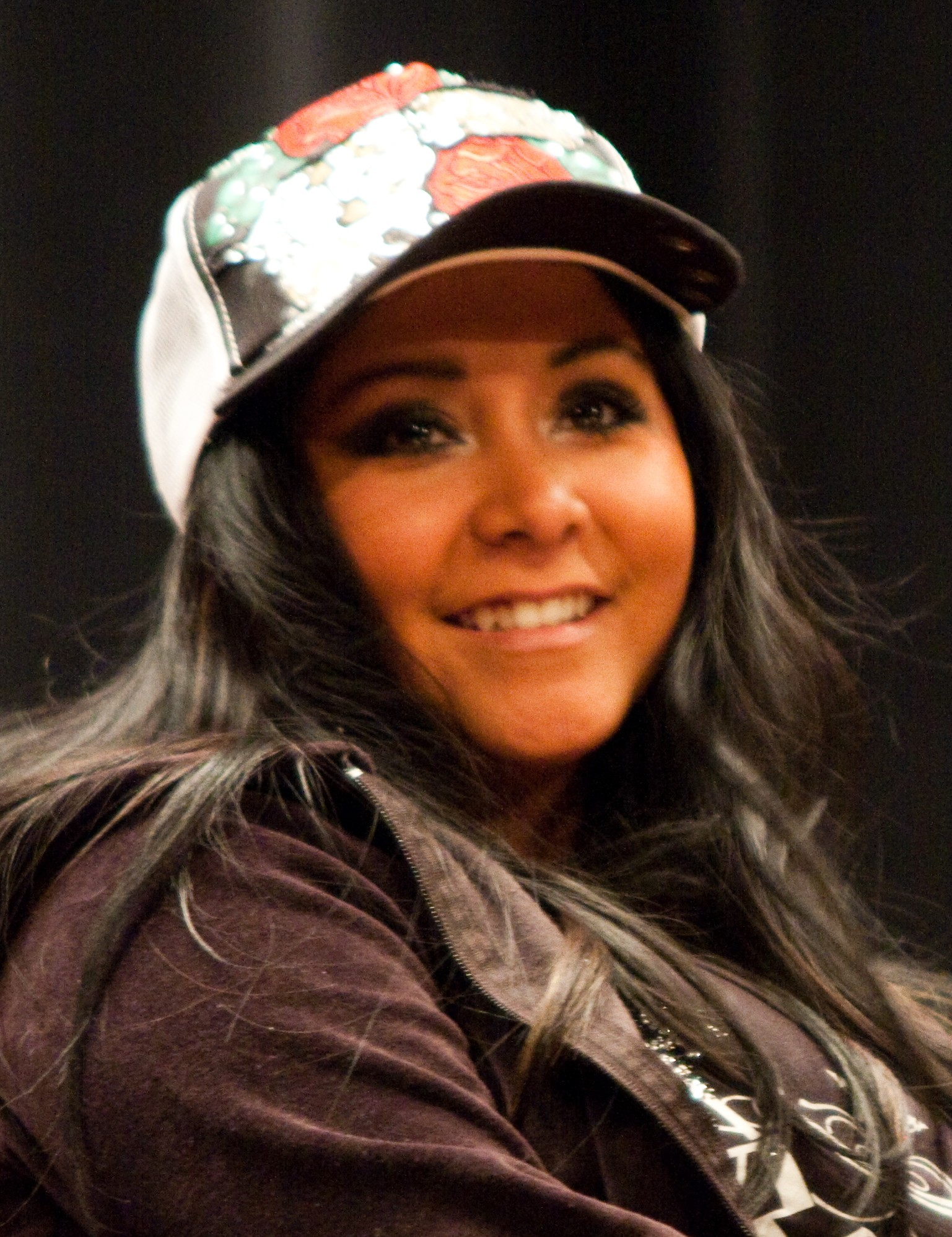
Snooki (2010)

Nicole Elizabeth „Snooki“ LaValle (geb. Polizzi; * 23. November 1987 in Santiago de Chile) ist eine US-amerikanische Reality-TV-Persönlichkeit. Sie ist hauptsächlich aus der MTV-Serie Jersey Shore bekannt.

## Leben

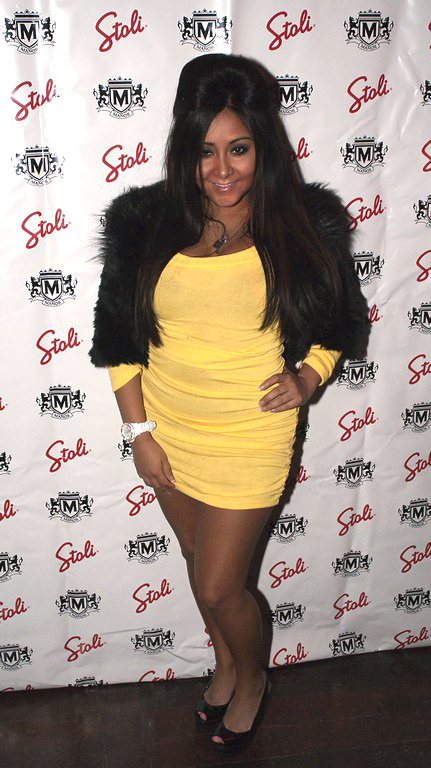
Snooki (2010)

Polizzi wurde in der chilenischen Hauptstadt Santiago de Chile geboren. Im Alter von sechs Monaten wurde sie von einem italo-amerikanischen Ehepaar adoptiert. Sie wuchs in Marlboro, New York auf, wo sie die Marlboro High School besuchte. Während dieser Zeit erhielt sie auch ihren Spitznamen Snooki. Zum ersten Mal trat Snooki in der MTV-Show Is She Really Going Out with Him? auf. Später wurde sie Mitglied bei der Reality-Serie Jersey Shore (2009–2012). Von 2012 bis 2015 hatte Snooki mit ihrer Freundin Jennifer „JWoww“ Farley eine eigene Reality-Serie, Snooki & JWoww. 2013 war sie Teilnehmerin an Dance with the Stars und 2014 hatte sie in der 9. Staffel der Fernsehserie Supernatural einen Cameo-Auftritt.
Mit A Shore Thing erschien im Januar 2011 Snookis erstes Buch, das von ihrer Liebe für den Laufsteg handelt. Ihr zweites Buch Confessions of a Guidette, das am 25. November 2011 veröffentlicht wurde, ist eine Mischung aus Ratgeber und autobiografischer Erzählung. Am 15. Mai 2012 erschien ihr drittes Buch, Gorilla Beach, das eine Fortsetzung ihres ersten Buches ist.
Seit November 2014 ist Snooki mit Jionni LaValle verheiratet. Sie leben in Marlboro, New York und haben einen im August 2012 geborenen Sohn, eine im September 2014 geborene Tochter und einen im Mai 2019 geborenen Sohn.

## Werke
- A Shore Thing (2011), ISBN  978-1451666724
- Confessions of a Guidette (2011), ISBN 978-1451657111
- Gorilla Beach (2012), ISBN 978-1451657081

## Filmografie
- 2009–2012: Jersey Shore (Reality-Serie, 54 Folgen)
- 2012: Die Stooges – Drei Vollpfosten drehen ab (The Three Stooges)
- 2012–2015: Snooki & JWoww
- 2014: Supernatural (Fernsehserie, Folge 9x16)